# Biroella bolivari
Biroella bolivari is een rechtvleugelig insect uit de familie Morabidae. De wetenschappelijke naam van deze soort is voor het eerst geldig gepubliceerd in 1911 door Kuthy.